# التوضيح الأبهر لتذكرة ابن الملقن في علم الأثر
التوضيح الأبهر لتذكرة ابن الملقن في علم الأثر. كتاب صنفه شمس الدين السخاوي شرح كتاب التذكرة في علوم الحديث لابن الملقن، و هو تعليق لطيف أشار فيه إلى كثير من أنواع علوم الحديث كما ذكر في مقدمة الكتاب.